# The Goldebriars
The Goldebriars was een Amerikaans folkkwartet uit de vroege jaren 1960.

## Bezetting
- Curt Boettcher[4] (zang, gitaar)
- Dotti Holmberg[5]
- Sheri Holmberg[6]
- Ron Neilson[7] (leadgitaar, banjo)
- Ron Edgar[8] (drums)
- Murray Planta[9] (gitaar)
- Tom Dorholt[10] (basgitaar)

## Geschiedenis
Ze namen in 1964 twee weinig bekende albums op voor Epic Records, voordat Ron Edgar zich bij de band meldde, die later deel uitmaakte van de bands The Music Machine en The Millennium. Ze namen eind 1965 een derde album op. De single June Bride Baby / I'm Gonna Marry You van dit verwachte album werd uitgebracht begin 1965, maar de band werd daarna ontbonden en het album werd niet uitgebracht.
Boettcher wilde verder als platenproducent, songwriter en muzikant, uiteindelijk om The Millennium bijeen te houden. Er werd niets meer vernomen van de anderen, uitgezonderd van Dotti Holmberg, toen Sundazed Records het album Sometimes Happy Times uitbracht met demo's, die ze opnam midden jaren 1960, met een song die terechtkwam op de Magic Time-anthologie en de song I Sing My Song, die later werd toegevoegd aan het tweede album Sagittarius. Ze beheert ook een website, opgedragen aan de band en heeft het e-Boek Whatever Happened to Jezebel? gepubliceerd over de band.

## Discografie
- Your Special Introduction to the Goldebriars (7" EP)
- Pretty Girls and Rolling Stones (Boettcher/Neilson) / Shenandoah (trad. arr.) Epic Records (7" single)
- The Goldebriars (album, Epic Records)
- Straight Ahead! (album, Epic Records (stereo en mono))
- Castle on the Corner (Goldstein) / I've Got to Love Somebody (trad. arr.) (Epic Records (single))
- June Bride Baby (Goldsteinn/Ross) / I'm Gonna Marry You (Goldsteinn) (Epic Records (single))
- Climbing Stars (CD album met niet uitgebracht materiaal uitgebracht 20 september 2006, Sony Music Direct, Japan)